# 7 Comae Berenices
7 Comae Berenices, som är stjärnans Flamsteedbeteckning, är en ensam stjärna i stjärnbilden Berenikes hår. Stjärnan är av visuell magnitud +4,86 och väl synlig för blotta ögat vid någorlunda god seeing. Den befinner sig på ett avstånd av ungefär 250 ljusår (76 parsek). Stjärnan rör sig närmare jorden med en heliocentrisk radiell hastighet av −28 km/s, och förutspås komma så nära jorden som 83 ljusår om 2,4 miljoner år.

## Egenskaper
7  Comae Berenices är en gul jättestjärna av spektralklass G8 III-IIIb, som befinner sig på horisontella grenen nära röda klumpen och genererar energi genom fusion av helium i dess kärna. Den har en massa som är ca 2,4 gånger solens massa, en radie som är ca 10 gånger större än solens och utsänder ca 63 gånger mera energi än solen från dess fotosfär vid en effektiv temperatur på ca 5 000 K.